# Bataille de Ash Hollow
Première guerre sioux (en)
La bataille de Ash Hollow, également connue sous le nom de bataille de Bluewater Creek, est un engagement de la première guerre sioux (en) qui opposa le 3 septembre 1855 des soldats de l'United States Army sous le commandement du général de brigade William S. Harney à un groupe de Brûlés le long de la rivière Platte, dans l'actuel comté de Garden au Nebraska.
La bataille, que les Américains ont gagné en tuant aussi bien des guerriers amérindiens que des femmes et des enfants, était une expédition punitive en réponse au massacre de Grattan d'août 1854 et aux raids de Lakotas durant l'année qui a suivi.